# Krokhorndyvel
Krokhorndyvel (Onthophagus fracticornis) är en skalbaggsart som beskrevs av Preyssler 1790. Krokhorndyvel ingår i släktet Onthophagus och familjen bladhorningar. Enligt den svenska rödlistan är arten nära hotad i Sverige. Arten förekommer i Götaland, Gotland, Öland och Svealand. Artens livsmiljö är jordbrukslandskap. Inga underarter finns listade i Catalogue of Life.